# Brigitta Luisa Merki
Brigitta Luisa Merki (* 1954 in Wettingen) ist eine Schweizer Choreografin, Flamenco-Tänzerin und Gründerin der Tanzcompagnie Flamencos en route sowie der Tanzplattform Tanz & Kunst Königsfelden.

## Leben
Brigitta Luisa Merki wuchs in Wettingen auf und schloss ihre Matura an der Kantonsschule Baden ab. Danach absolvierte sie das Lehrerseminar und eine Schauspielausbildung an der Schauspielschule Zürich. Ihre Flamenco-Ausbildung erhielt sie in Spanien von diversen bekannten Tänzern, darunter Mercedes y Albano, Ciro und Manolo Marin. In der Schweiz wurde sie von Susana unterrichtet, mit der sie 1984 nach langjähriger Freundschaft die Tanzcompagnie Flamencos en route gründete. 1994 übernahm sie die künstlerische Leitung der Tanzkompagnie von Susana und dem Komponisten Antonio Robledo. Ab 1989 führte Merki an mehreren professionellen Tanzschulen pädagogische Tätigkeiten aus, so beispielsweise an der Hochschule für Musik und Darstellende Kunst Heidelberg/Mannheim, der Palucca Hochschule für Tanz Dresden oder auch der Scuola Dimitri. 2007 gründete Merki die Tanzplattform Tanz & Kunst Königsfelden in Windisch, wo sie bis 2023 als künstlerische Leiterin tätig war. Von 2012 bis 2017 war sie Teil der eidgenössischen Jury für Tanz, welche Schweizer Kulturpreise in den Darstellenden Künsten vergibt. Aufgrund fehlender Förderbeiträge beendete Flamencos en route Ende 2020 ihre Arbeit und löste sich auf.

## Choreografische Arbeit bei Flamencos en route (Auswahl)
- 2020: ay![6]
- 2018: rondo flamenco[7]
- 2017: MOSAICO[8]
- 2016: Ritual & Secreto[9]
- 2014: ... y que más! siesta[10]
- 2012: canto amor[11]
- 2009: florescencia[12]
- 2004: Caprichos Flamencos[13]
- 1993: Gritos[14]
- 1989: Nocturnos[15]

## Auszeichnungen
- 1999: Aargauer Kulturpreis AZ-Medien[16] mit Flamencos en route
- 2004: Hans-Reinhart-Ring[17]